# Jean-Antoine Carrel

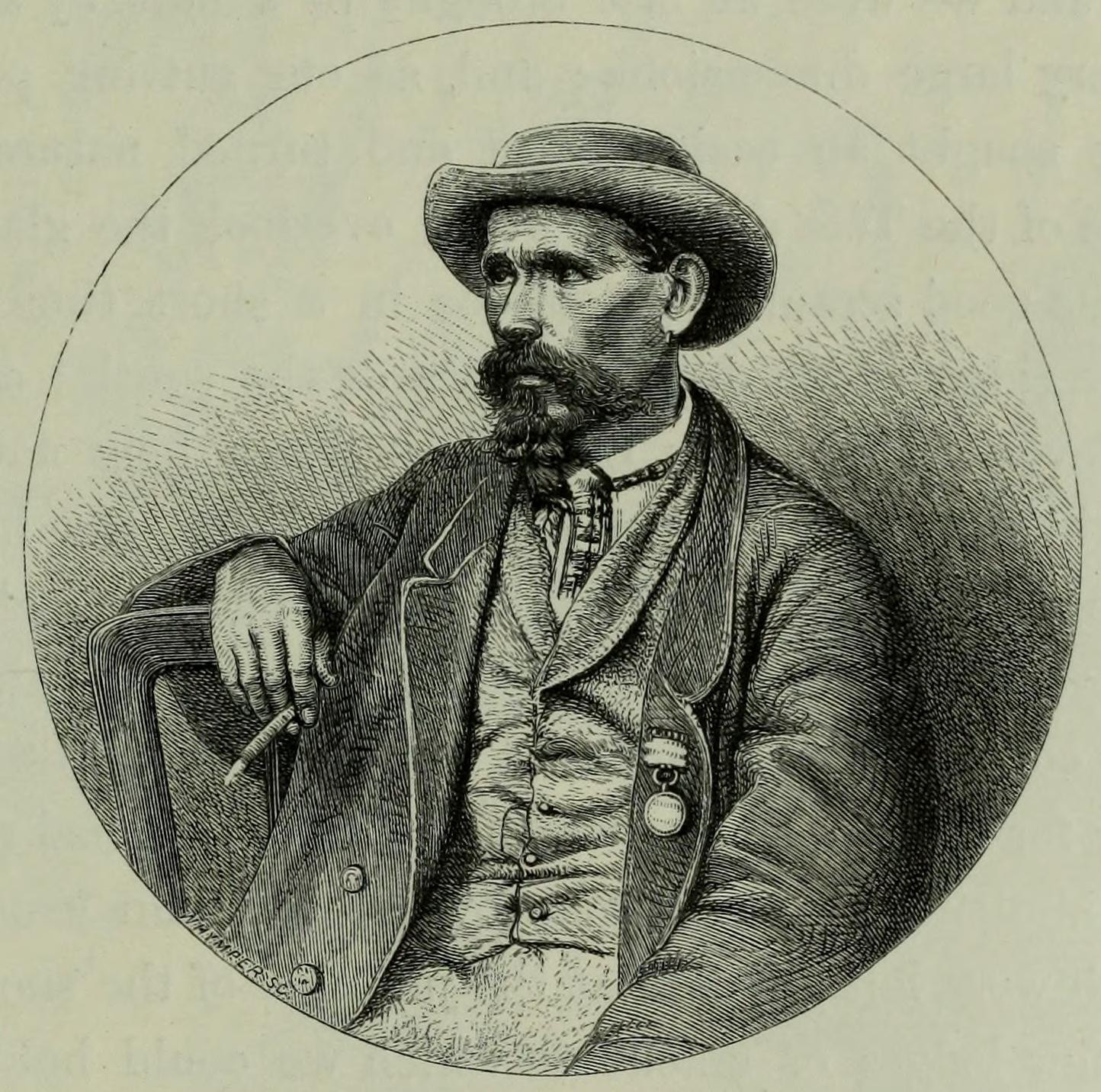
Carrel, Tal com el descrivia Edward Whymper a les memòries Scrambles Amongst the Alps

Jean-Antoine Carrel (1829 – Agost 1891) va ser un alpinista italià i guia de muntanya. Va pujar diversos cims amb Edward Whymper i va ser el seu rival quan va intentar ascendir el Cerví per primer cop. Whymper finalment va fer la primera ascensió el juliol de 1865, mentre Carrel va dirigir l'equip que va aconseguir la segona ascensió tres dies més tard. Carrel era en el grup dels primers europeus que van assolir la cimera de Chimborazo el 1880. Va morir exhaust quan guiava un grup en el costat sud del Cerví.

## Biografia
Carrel va néixer el 16 de gener de 1829 a Valtournenche, en la Vall d'Aosta, un poble francoprovençal del Regne de Sardenya (ara Itàlia) al peu del Cerví Va servir en els Bersaglieri, una unitat d'infanteria lleugera de l'exèrcit piemontès. Va deixar els Bersaglieri per treballar com a caçador i guia de muntanya, però el 1859 va defensar Itàlia en contra Àustria en la Segona Guerra italiana d'Independència, per la qual cosa va guanyar una medalla francesa per la campanya italiana.

## Pujada al Cerví
Carrel va intentar pujar el Cerví per primera vegada el 1857 — aleshores era la muntanya més alta no escalada als Alps — amb el seu oncle i Amé Gorret. A principis dels 1860, Carrel va fer nombrosos intents per ascendir el Cerví, sovint en el mateix equip que Edward Whymper i John Tyndall, i altres vegades competint amb ells per assolir primer el cim. Carrel havia acordat acompanyar Whymper en la seva pujada pel costat suís el 1865, però es va retirar a l'últim minut quan va ser reclutat per Felice Giordano en nom del Club Alpí italià per dirigir un equip italià per pujar pel costat italià. Finalment, el grup de Whymper va superar els italians i va assolir el cim el 14 de juliol de 1865, marcant la primera pujada del Cerví. Carrel I el seu equip italià van pujar amb èxit el Cerví tres dies més tard.

## Mort
Carrel va morir l'agost de 1891 mentre guiava un grup en el costat sud del Cerví. Després d'assegurar que els seus clients baixaven la muntanya de manera segura i fàcil en una tempesta severa, va col·lapsar exhaust i va morir en una roca a la base de la muntanya.
Després que Carrel morís, Whymper va escriure que Carrel era "un home que va ser posseït amb un amor pur i genuí per les muntanyes; un home d'originalitat i recurs, valor i determinació, que gaudia amb l'exploració ... La forma de morir va colpejar molts cors.".